# 629
Năm 629 là một năm trong lịch Julius. 